# العلاقات البولندية الليختنشتانية
العلاقات البولندية الليختنشتانية هي العلاقات الثنائية التي تجمع بين بولندا وليختنشتاين.

## مقارنة بين البلدين
هذه مقارنة عامة ومرجعية للدولتين:
| وجه المقارنة                                              | بولندا                                                                             | ليختنشتاين                                 |
| --------------------------------------------------------- | ---------------------------------------------------------------------------------- | ------------------------------------------ |
| المساحة (كم2)                                             | 312.68 ألف                                                                         | 16                                         |
| عدد السكان (نسمة)                                         | 38.43 مليون                                                                        | 37.47 ألف                                  |
| الكثافة السكانية (ن./كم²)                                 | 122.91                                                                             | 234.19 ألف                                 |
| العاصمة                                                   | وارسو                                                                              | فادوتس                                     |
| اللغة الرسمية                                             | اللغة البولندية                                                                    | اللغة الألمانية                            |
| العملة                                                    | زلوتي بولندي                                                                       | فرنك سويسري                                |
| الناتج المحلي الإجمالي (بليون دولار)                      | 524.51 مليار                                                                       | 6.29 مليار                                 |
| الناتج المحلي الإجمالي (تعادل القوة الشرائية) بليون دولار | 1.02 تريليون                                                                       |                                            |
| الناتج المحلي الإجمالي الاسمي للفرد دولار أمريكي          | 12.55 ألف                                                                          |                                            |
| الناتج المحلي الإجمالي للفرد دولار أمريكي                 | 26.14 ألف                                                                          |                                            |
| مؤشر التنمية البشرية                                      | 0.843                                                                              | 0.908                                      |
| رمز المكالمات الدولي                                      | +48                                                                                | +423                                       |
| رمز الإنترنت                                              | .pl                                                                                | .li                                        |
| المنطقة الزمنية                                           | توقيت وسط أوروبا، ت ع م+01:00، ت ع م+02:00، أوروبا/وارسو ‏، توقيت وسط أوروبا الصيفي | توقيت وسط أوروبا، ت ع م+01:00، ت ع م+02:00 |

## منظمات دولية مشتركة
يشترك البلدان في عضوية مجموعة من المنظمات الدولية، منها:
| علم المنظمة | اسم المنظمة                    | تاريخ انضمام بولندا | تاريخ انضمام ليختنشتاين |
| ----------- | ------------------------------ | ------------------- | ----------------------- |
|             | الاتحاد البريدي العالمي        | 1 مايو 1919         | ?                       |
|             | منظمة حظر الأسلحة الكيميائية   | ?                   | ?                       |
|             | منظمة التجارة العالمية         | 1 يوليو 1995        | ?                       |
|             | الأمم المتحدة                  | 24 أكتوبر 1945      | 18 سبتمبر 1990          |
|             | منظمة الشرطة الجنائية الدولية  | ?                   | ?                       |
|             | الاتحاد الدولي للاتصالات       | 1921                | 25 يوليو 1963           |
|             | مجلس أوروبا                    | 26 نوفمبر 1991      | ?                       |
|             | منظمة الأمن والتعاون في أوروبا | 25 يونيو 1973       | 25 يونيو 1973           |

## أعلام
هذه قائمة لبعض الشخصيات التي تربطها علاقات بالبلدين:
- ألويس من ليختنشتاين (17 يونيو 1869 – 16 مارس 1955)
- فرانز جوزيف الثاني أمير ليختنشتاين (16 أغسطس 1906[17][18] – 13 نوفمبر 1989[17][18])
- هانز آدم الثاني (أمير ليختنشتاين، 14 فبراير 1945[19][20] – )

## وصلات خارجية
- موقع وزارة الخارجية البولندية